# Macropsis iliensis
Macropsis iliensis är en insektsart som beskrevs av Mitjaev 1971. Macropsis iliensis ingår i släktet Macropsis och familjen dvärgstritar. Inga underarter finns listade i Catalogue of Life.